# Potenza (fisica)
La potenza, nella fisica, è definita operativamente come l'energia trasferita nell'unità di tempo. Dire che un macchinario ha un'alta potenza (W) vuol dire che riesce a trasferire una grande quantità di energia (J) in un breve intervallo di tempo (s). Viene anche utilizzata per quantificare l'energia prodotta o utilizzata da un sistema fisico. 
A seconda del tipo di energia trasferita, si parla più specificamente di:
- potenza meccanica, in riferimento al trasferimento di energia meccanica, ossia al lavoro;
- potenza termica, in riferimento al trasferimento di energia termica, ossia al calore;
- potenza elettrica, in riferimento al trasferimento di energia elettrica).[2]

La potenza termica si indica in genere con il simbolo {\displaystyle {\dot {Q}}}; mentre, la potenza meccanica, la potenza elettrica e altre forme ordinate di potenza si indicano in genere, rispettivamente, con i simboli {\displaystyle P,\Pi ,{\dot {W}}}.
Nel sistema internazionale di unità di misura la potenza si misura in watt ({\displaystyle \mathrm {W} }), come rapporto tra unità di energia in joule ({\displaystyle \mathrm {J} }) e unità di tempo in secondi ({\displaystyle \mathrm {s} }): J/s
{\displaystyle 1\ \mathrm {W} =1\,{\frac {\mathrm {J} }{\mathrm {s} }}=1\,\mathrm {kg} \cdot \mathrm {m} ^{2}\cdot \mathrm {s} ^{-3}}
Per motivi storici, si possono incontrare ancora unità di misura diverse, nate dall'uso di misurare l'energia e il tempo con altre unità di misura, a seconda del campo di applicazione. Ad esempio il cavallo vapore è la potenza necessaria per sollevare 75 chilogrammi forza (740 N) alla velocità di 1 m/s, e quindi 1 CV = 735,49875 W = 0,73549875 kW; oppure 1 CV = 0,98631 HP.

## Potenza meccanica
La potenza meccanica è definita come il lavoro L (chiamato anche W) compiuto nell'unità di tempo t, ovvero come la sua derivata temporale:
{\displaystyle P={\frac {\mathrm {d} L}{\mathrm {d} t}}}
In base al principio di uguaglianza tra lavoro ed energia (qualora vi sia uno spostamento), la potenza misura la quantità di energia scambiata nell'unità di tempo, in un qualunque processo di trasformazione, meccanico, elettrico, termico o chimico che sia.

## Terza equazione di Eulero
La terza equazione cardinale è in effetti un'equazione nella potenza generica di un sistema materiale:
{\displaystyle {\frac {\mathrm {d} W}{\mathrm {d} t}}=\mathbf {F} \cdot \mathbf {V} _{O}+\mathbf {M} \cdot \mathbf {\Omega } _{O}}
dove:
- {\displaystyle {W}={\begin{matrix}\sum _{i}^{N}\mathbf {f} _{i}\cdot \mathbf {r} _{i}\end{matrix}}} è il lavoro totale che agisce sul sistema
- {\displaystyle \mathbf {F} ={\begin{matrix}\sum _{i}^{N}\ \mathbf {f} _{i}\end{matrix}}} è la risultante delle forze esterne agenti sul sistema
- {\displaystyle \mathbf {M} ={\begin{matrix}\sum _{i}^{N}\mathbf {r} _{i}\times \mathbf {f} _{i}\end{matrix}}} è il momento meccanico risultante che agisce sul sistema
- {\displaystyle \mathbf {\Omega } _{O}} e {\displaystyle \mathbf {V} _{O}} sono rispettivamente la velocità angolare e la velocità del polo O (nome che diamo al punto arbitrario rispetto al quale si calcola il momento angolare)

### Dimostrazione
Si calcola il lavoro totale (che non chiamiamo L solo per non confonderlo col momento angolare totale) di un sistema di punti materiali rispetto ad un polo {\displaystyle O}. Chiamiamo {\displaystyle r'_{i}=r_{i}-R_{O}} la posizione del punto i-esimo nel sistema di riferimento del polo. Per la equazione fondamentale della cinematica, e poiché le forze interne non lavorano:
{\displaystyle dW=\sum {\operatorname {d} w}=\sum {\mathbf {f_{i}\cdot \operatorname {d} \mathbf {r} _{i}} }=\sum {\mathbf {f} _{i}\cdot (\mathbf {V} _{O}+\mathbf {\Omega _{O}} \times \mathbf {r'_{i}} )\operatorname {d} t}=}
{\displaystyle =\sum {\mathbf {f} _{i}\cdot \mathbf {V} _{O}}\operatorname {d} t+\sum {\mathbf {f} _{i}\mathbf {\Omega _{O}} \times \mathbf {r'_{i}} }\operatorname {d} t=}
{\displaystyle =\sum {\mathbf {f} _{i}}\cdot \mathbf {V} _{O}+\sum {\mathbf {\Omega _{O}} \cdot \mathbf {r'_{i}} \times \mathbf {f} _{i}}\operatorname {d} t=}
{\displaystyle =\left(\sum {\mathbf {f} _{i}}\cdot \mathbf {V} _{O}+\mathbf {\Omega _{O}} \cdot \sum {\mathbf {m_{i}} }\right)\operatorname {d} t=}
Dunque in definitiva la potenza risulta:
{\displaystyle {\frac {\operatorname {d} W}{\operatorname {d} t}}=\mathbf {F} \cdot \mathbf {V} _{O}+\mathbf {M} \cdot \mathbf {\Omega } _{O}}
che è proprio la nostra tesi: la potenza deriva quindi da tutti i tipi di forze generalizzate, confermando la sintesi della meccanica lagrangiana.

## Potenza termica
Col concetto di flusso si può definire la potenza termica legandola al flusso termico q:
{\displaystyle {\dot {Q}}=\int _{S}{\bar {q}}\cdot \operatorname {d} {\bar {r}}^{2}}
In particolare, per una sfera emittente isotropicamente di raggio R come il Sole:
{\displaystyle {\dot {Q}}=\int _{0}^{R}q(r)\,2\pi r\,\operatorname {d} r=2\pi \int _{0}^{R}q(r)\,r\,\operatorname {d} r}
e per un cilindro emittente isotropicamente, come nel caso tipico del nocciolo del reattore nucleare:
{\displaystyle {\dot {Q}}=\int _{0}^{R}q(r)\,2\pi z\,\operatorname {d} r=2\pi z\int _{0}^{R}q(r)\,\operatorname {d} r}

## Densità di potenza termica
Se si considera la corrente termica che fluisce attraverso una superficie chiusa dV:
{\displaystyle {\dot {Q}}=\oint _{\partial V}{\vec {q}}\cdot \operatorname {d} {\vec {r}}^{2}}
sfruttando il teorema della divergenza:
{\displaystyle {\dot {Q}}=\int _{V}\nabla \cdot {\vec {q}}\operatorname {d} r^{3}}
si può quindi definire densità di potenza termica la divergenza della densità di corrente termica:
{\displaystyle {\frac {\partial {\dot {Q}}}{\partial V}}=\nabla \cdot {\vec {q}}}
In particolare per una sfera radiante isotropicamente di raggio R si può definire il gradiente radiale di potenza in modo proporzionale alla densità di potenza:
{\displaystyle {\frac {\partial {\dot {Q}}}{\partial V}}={\frac {1}{4\pi r^{2}}}{\frac {\partial {\dot {Q}}}{\partial r}}}
per un cilindro radiante isotropicamente invece si può definire il gradiente assiale di potenza (detto potenza lineica o densità lineica di potenza), sempre in modo proporzionale alla densità di potenza:
{\displaystyle {\frac {\partial {\dot {Q}}}{\partial V}}={\frac {1}{\pi r^{2}}}{\frac {\partial {\dot {Q}}}{\partial z}}}

## Applicazioni pratiche
Innanzitutto bisogna tener presente che si può svolgere molto lavoro (cioè consumare o produrre energia) anche sviluppando poca potenza. Ciò infatti dipende dalla durata del processo secondo l'espressione integrale data sopra.
Ad esempio, in una gara di maratona si consuma più energia rispetto a una gara di cento metri piani; ma certamente la potenza che deve sviluppare il centometrista è enormemente superiore a quella del maratoneta.
Allo stesso modo, una lampadina da 100 W consuma un decimo di una stufetta (o di un altro elettrodomestico) da 1000 W, ma se utilizziamo la stufetta per un'ora e lasciamo accesa la lampadina per 24 ore, alla fine la stufetta avrà consumato solo un chilowattora mentre la lampadina ne avrà consumati ben 2,4 (il chilowattora è un'unità di misura tollerata di energia, non di potenza).
Al fornitore elettrico si paga prima di tutto l'energia consumata e non la potenza; ma la stessa azienda elettrica fa pagare anche una quota base, proporzionale alla potenza nominale (chilowatt), cioè alla potenza massima del contatore a cui questo stacca la corrente. Ciò per molte ragioni, come il fatto che il fornitore deve garantire all'utente in ogni momento la fornitura della potenza nominale, ma anche il fatto che alla potenza nominale è proporzionale il costo della linea elettrica a monte del contatore.

Curva di potenza di una motocicletta

In un mezzo di trasporto, la velocità massima dipende dalla potenza (in watt), che è data dal prodotto della coppia T (in N·m) per la velocità angolare del motore ω (in rad/s), spesso espressa come frequenza di rotazione f (in n° giri/min).
{\displaystyle P=T\cdot \omega =T\cdot {\frac {f\cdot 2\pi }{60}}}
{\displaystyle T={\frac {P}{\omega }}={\frac {P\cdot 60}{f\cdot 2\pi }}}

### Relazione con la velocità in autoveicoli
La potenza del motore delle automobili, motociclette o di qualsiasi mezzo stradale, può variare da pochi chilowatt fino a svariate centinaia.
La relazione che lega la velocità con la potenza erogata dal motore è influenzata da molti fattori, ma in generale la potenza richiesta dall'automobile per avanzare varia con linearità al variare della velocità sino a una certa soglia, indicativamente fino a 30 km/h la resistenza aerodinamica è trascurabile, per poi essere proporzionale al cubo della velocità.
Questo perché la resistenza aerodinamica (forza) è proporzionale al quadrato della velocità e la potenza è data dalla velocità moltiplicata la forza necessaria a vincere la resistenza aerodinamica, quindi la potenza è proporzionale al cubo della velocità.
Si ipotizzi che una motocicletta per viaggiare a 60 km/h necessiti di una potenza di 4 kW: per viaggiare a 70 km/h (1,166 volte la velocità iniziale) sarà necessario un aumento di potenza pari a 1,166^3 ovvero una potenza 1,588 volte la precedente, cioè 1,588*4 kW= 6,35 kW. Un incremento del 16,7%  di velocità richiede un aumento del 58,8% di potenza. Per lo stesso incremento di 10 km/h da 150 a 160 km/h la potenza aumenta da 62,50 kW a 75,85 kW, quindi un aumento di 13,35 kW.
Se la velocità passa da 290 km/h a 300 km/h la potenza deve aumentare da 451,65 kW a 500 kW e quindi servono 48,35 kW, sempre per lo stesso incremento di 10 km/h.
Per quanto riguarda le automobili la regola per il calcolo è la stessa. È utile un esempio per avere un'idea delle potenze in gioco. Supponendo che un'automobile debba sviluppare 30 kW per raggiungere 125 km/h, una potenza doppia di 60 kW le permetterà di raggiungere 157,49 km/h e non 250 km/h come erroneamente si potrebbe pensare. 
La regola di calcolo esemplificata è teorica perché tiene principalmente conto soltanto dell'attrito dell'aria, mentre nella realtà sono presenti altri attriti, per cui il calcolo della velocità massima teorica di un veicolo non è semplicemente riconducibile a tale calcolo proposto.
Fino alla velocità limite, indicativamente 30 km/h, le forze da vincere per fare avanzare il veicolo sono quelle degli attriti meccanici e dell'attrito volvente degli pneumatici pertanto, essendo la resistenza praticamente costante, la potenza (prodotto di forza per velocità) varia linearmente.
Oltre questa velocità limite la componente di resistenza dovuta all'aerodinamica, prima trascurabile, diviene preponderante: dato che a ogni incremento della velocità corrisponde un incremento elevato al quadrato della resistenza aerodinamica, è sufficiente anche un modesto aumento della velocità per fare aumentare notevolmente la potenza necessaria.
La potenza assorbita viene profondamente influenzata dal peso della vettura, pendenza della strada e dall'efficienza aerodinamica.